# Biram Dah Abeid
Biram Dah Abeid (* 12. ledna 1965 Rosso) je mauritánský politik a lidskoprávní aktivista. Pochází z etnika Haratínů, černošských obyvatel Mauritánie, kteří tvořili v místním společenském uspořádání tradičně kastu otroků. V roce 1981 sice Mauritánie jako poslední stát na světě oficiálně zakázala otroctví, ale ekonomické a psychologické vazby Haratínů na bývalé pány přetrvávají a humanitární organizace odhadují, že čtyři až sedmnáct procent obyvatel země žije nadále ve faktickém otroctví.
Biram Dah Abeid vystudoval práva na Nuakšottské univerzitě a pracoval pro neziskovou organizaci SOS Esclaves. V roce 2008 založil hnutí Initiative pour la Resurgence du mouvement Abolitioniste (Iniciativa za obnovu abolicionistického hnutí), které kritizuje úřady za nedodržování zákona zakazujícího držení otroků. Za organizování protestních shromáždění byl v letech 2010 až 2016 třikrát vězněn. V roce 2013 mu byla udělena Cena OSN na poli lidských práv. Kandidoval ve volbách mauritánského prezidenta v roce 2014, kde získal 8,67 % hlasů a prohrál se stávající hlavou státu generálem Muhammadem Úld Abd al-Azízem.